# Агстев (река)
Агстев (јерм. Աղստև) или Акстафа (азер. Ağstafacay) је планинска река у региону Закавказја, десна притока реке Куре. Протиче кроз североисточну Јерменију (марз Тавуш) и северозападни Азербејџан. Извире на планини Памбак. 
Дужина тока од извора до ушћа је 133 km и одводњава басен површине 2.589 km². Просечан проток је око 8,22 m³/s, односно на годишњен нивоу 256 млн m³. Најважнија притока је река Гетик.
У горњем делу тока Агстев је брза планинска река која протиче кроз уске и шумом обрасле долине. Долина се шири низводно од града Дилиџана у пространу обалну равницу која се простире дуж обе речне обале. Њене воде се користе у пољопривреди за наводњавање ораница (посебно винограда). 
На обалама се налазе градови Дилиџан, Иџеван (оба у Јерменији) и Казах (Азербејџан).
Долином ове реке, и даље Куре, од најранијих времена пролазили су стари трговачки путеви, а подсетници на та времена су бројни петроглифи и камене скулптуре.